# Satz von Phragmén-Lindelöf
Der Satz von Phragmén-Lindelöf (auch Prinzip von Phragmén-Lindelöf) ist ein mathematischer Satz für analytische Funktionen, der das Maximumprinzip verallgemeinert. Es existieren verschiedene Varianten und Verallgemeinerungen des Satzes (z. B. von Peter D. Lax für elliptische partielle Differentialgleichungen).
Das Theorem ist nach Lars Phragmén und Ernst Leonard Lindelöf benannt.

## Satz von Phragmén-Lindelöf
Mit {\displaystyle \partial _{\infty }D} bezeichnet man den erweiterten Rand {\displaystyle \partial _{\infty }D:=\partial D\cup \{\infty \}} einer Menge {\displaystyle D}.
Seien {\displaystyle D\subset \mathbb {C} } offen und einfach zusammenhängend sowie {\displaystyle f:D\to \mathbb {C} } holomorph.
Seien weiter {\displaystyle M\geq 0} eine Konstante und {\displaystyle w:D\to \mathbb {C} } eine beschränkte holomorphe Funktion mit {\displaystyle w(z)\neq 0} für alle 
{\displaystyle z\in D}. Falls sich der erweiterte Rand
als {\displaystyle \partial _{\infty }D=A\cup B} schreiben lässt, sodass
1. für jedes {\displaystyle a\in A}, {\displaystyle \limsup _{z\to a,\ z\in D}|f(z)|\leq M} ist.
2. für jedes {\displaystyle b\in B} und {\displaystyle r>0}, {\displaystyle \limsup _{z\to b,\ z\in D}|f(z)||w(z)|^{r}\leq M} ist.

Dann gilt für alle {\displaystyle z\in D}, dass {\displaystyle |f(z)|\leq M} ist.